# Chico Enterprise-Record
Der Chico Enterprise-Record (kurz auch: Enterprise-Record) ist eine in Chico, Kalifornien, erscheinende Lokalzeitung, die unter verschiedenen Namen seit 1853 erscheint und heute zur Gruppe Digital First Media gehört.

## Geschichte
Der Butte Record, einer der Vorläufer der heutigen Tageszeitung Chicos, wurde zur Zeit des Kalifornischen Goldrauschs in der Goldgräberstadt Bidwell’s Bar im oberen Sacramento Valley gegründet. John Bidwell, der spätere Gründer Chicos, hatte hier, am Fuße der Sierra Nevada, im Juli 1848 Gold gefunden und bis 1853 waren so viele Goldsucher nach Bidwell’s Bar gekommen, dass der kleine Ort sowohl ein Postamt als auch eine wöchentlich erscheinende Zeitung erhielt. Als die Goldvorkommen in Bidwell’s Bar gegen Ende des Jahres 1856 weitgehend erschöpft waren, zog der Butte Record in das sechs Meilen weiter östlich gelegene Ophir City, das heutige Oroville.
Nach einigen Namens- und Besitzerwechseln erschien der Butte Record von 1873 an in Chico, wo er mit dem Chico Chronicle zum Chico Morning Chronicle-Record vereinigt wurde. Bei einem nochmaligen Verkauf im Jahr 1897 wurde die Zeitung in Chico Record umbenannt. Bis ins Jahr 1947 konkurrierte der Chico Record mit dem Chico Enterprise, um dann am 6. Dezember 1948 mit diesem zum Chico Enterprise-Record zu verschmelzen.
Am 22. August 1987 wurde der heutige Sitz der Tageszeitung in der 400 East Park Avenue feierlich eingeweiht. Am 8. September 1992 wurde der Enterprise-Record, einem branchenweiten Trend folgend, offiziell von einer Nachmittagszeitung in eine Vormittags-Tageszeitung umgewandelt.
Heute arbeiten die meisten Mitarbeiter des Chico Enterprise-Record von ihren Privatwohnungen aus; nur die Druckerei, die Vertriebsabteilung, die Druckplattenherstellung, die Poststelle, sowie einige Verwaltungsmitarbeiter sind noch im Gebäude in der 400 East Park Avenue verblieben.

## Überregionale Wirkung

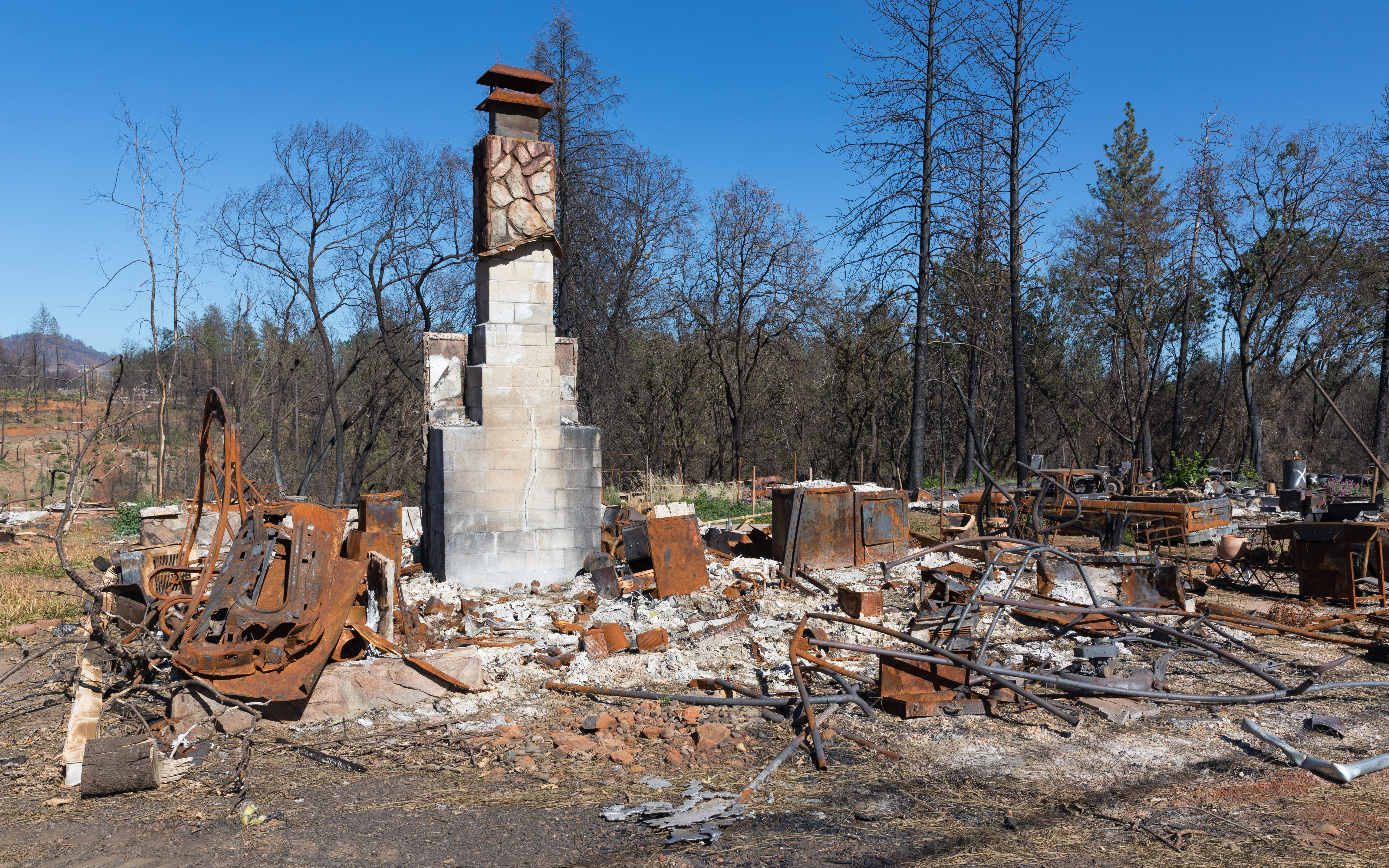
Ausgebrannte Ruinen in Paradise bei Chico nach dem Camp Fire (Juli 2019)

Ein beim Ausbruch des Camp Fires im Jahr 2018 vom damaligen Chefredakteur des Enterprise-Record geschossenes Foto erreichte eine große Leserschaft auf nationaler Ebene. David Little war auf das Dach des Redaktionssitzes gestiegen und hatte von dort aus mit seinem iPhone die dunklen Rauchwolken des Feuers aufgenommen, das am 8. November 2018 die Kleinstadt Paradise fast vollständig vernichtete. Da der einzige Fotograf der Zeitung an jenem Tag krank war, sah Little keine andere Möglichkeit, angemessen über die Katastrophe zu berichten. Das Bild wurde anschließend von der Washington Post, der New York Times, sowie dem Time Magazine aufgegriffen. Benjamin Oreskes von der Los Angeles Times schrieb später, die Journalisten des Enterprise-Record hätten – trotz minimaler Ressourcen – Höchstleistungen vollbracht. Die Berichterstattung der Zeitung während der Brandkatastrophe wurde damit zu einem Beispiel für die Leistungen kleiner Lokalzeitungen bei Ereignissen von nationaler Bedeutung.